# Evángelos Avéroff
Pour les articles homonymes, voir Avéroff.
Evángelos Avéroff-Tosítsas (en grec moderne : Ευάγγελος Αβέρωφ-Τοσίτσας), né le 17 avril 1910 à Trikala (Thessalie) et mort le 2 janvier 1990 à Athènes, est un homme politique et écrivain grec, avocat et économiste de profession, plusieurs fois ministre. 
Homme de culture et amateur d'art, il fut aussi un patriote engagé dans la résistance à l'occupant durant la Seconde Guerre mondiale, puis un opposant à la dictature des colonels.

## Biographie

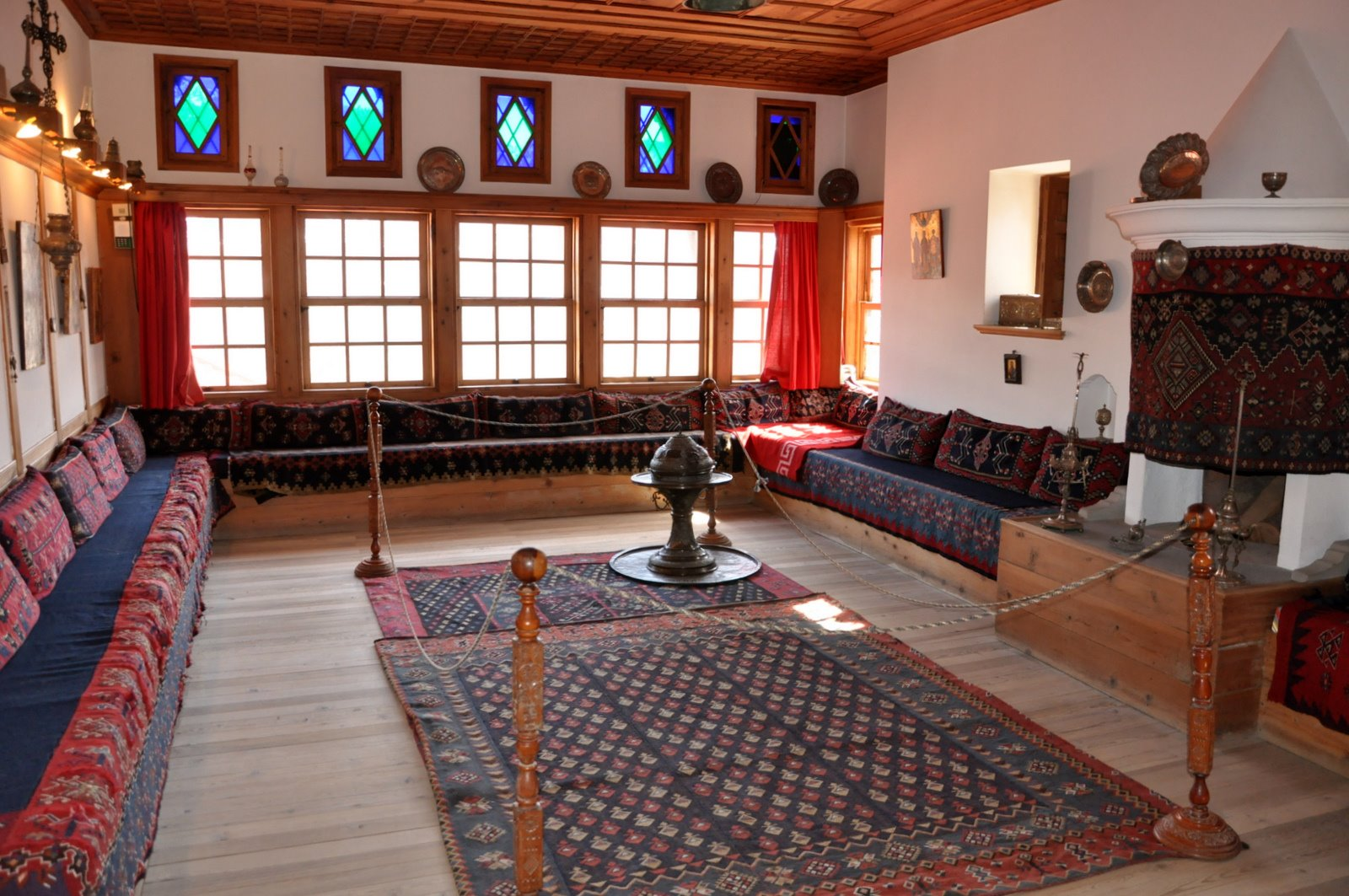
Intérieur de la demeure Avéroff-Tositsas à Metsovo.

La famille d'Evángelos Avéroff trouve ses origines à Metsovo en Épire. Issu d'une vieille famille aristocratique valaque, il est le fils d'un propriétaire foncier, Anastase Avéroff, et le petit-neveu du bienfaiteur et du mécène Georges Averoff.
Diplômé en droit, avocat et docteur en sciences économiques de l'université de Lausanne, il est nommé préfet sur l'île de Corfou en 1940. Il participe à la guerre italo-grecque, au sein de groupes de sabotage. En mai 1941, il entre dans la résistance aux puissances de l'Axe et fonde à Larissa, sous le nom de Société Amicale (en grec : Φιλική Εταιρεία) une organisation dont le but vise à lutter contre les collaborateurs valaques (ou koutsovalaques) de la Principauté du Pinde et Voïvodie de la Macédoine. Cette expérience lui fait connaître l'action publique de la « Légion romaine », les menées de la division italienne Forli et l'activité des opposants dans cette région, dont il donne une image rigoureusement conforme à la réalité dans son roman Terre des Grecs (en grec : Η φωνή της Γής), publié en 1964. En 1942, il est arrêté et transféré dans un camp de concentration en Italie, dont il s'évade en 1943. Il reste en Italie où il devient le chef d'un mouvement clandestin de Résistance, ayant pour nom symbolique la Liberté ou la Mort, et visant à aider les prisonniers grecs à s'évader. En 1944, il est mobilisé avec le grade de vice-lieutenant de vaisseau et sert jusqu'à la fin de la guerre au sein de la mission militaire grecque à Rome.
Il est élu député de Ioannina pour la première fois en 1946, et le restera jusqu'en 1964. Il occupe par la suite différents postes ministériels, comme ministre de l'Équipement, de l'Économie, du Commerce, de l'Agriculture et, durant la période cruciale de 1956 à 1963, des Affaires étrangères. De 1967 à 1973, sa lutte contre la dictature des colonels lui vaut une arrestation et un emprisonnement. En 1974, après la chute des colonels, il devient ministre de la Défense nationale dans le gouvernement de Konstantínos Karamanlís, dont il est un proche collaborateur. À ce poste sensible qu'il occupe jusqu'en 1981, il réussit la tâche difficile de réorganiser et purger les forces armées. La même année, il est élu président du parti de la Nouvelle Démocratie, dont il demeure le président d'honneur à partir de 1984. Son nom est toutefois mêlé à la mort d'Aléxandros Panagoúlis, député de l'Union du centre, qui est tué dans un « accident » de la route provoqué par un militant communiste. Panagoúlis accusait Averoff, contact entre Karamanlís et la junte, de collaboration avec la dictature, ainsi que d'implication dans le coup d'État à Chypre, accusation qu'il souhaitait démontrer peu avant sa mort.
C'est à son initiative qu'est créée la Fondation Baron-Michel-Tosítsa, dont le siège se situe dans le quartier de Kephissia, à Athènes, et qui a contribué à la construction d'écoles et d'une résidence universitaire au profit des étudiants d'Épire. Il fut le premier président nommé à vie de cette fondation. Il a grandement œuvré au développement économique, social et culturel de Metsovo où il possédait une demeure. Vers la fin de sa vie, il crée la Fondation Evángelos Avéroff-Tosítsa qu'il enrichit par la donation d'une importante collection de tableaux de peinture, réunie dans la pinacothèque du Musée Averoff, à Metsovo. Il est le fondateur de l'exploitation viticole Katogi dont le cabernet sauvignon est réputé.
Figure éminente du monde politique grec durant plusieurs décennies, parlant le français, l'italien et l'anglais, Evángelos Avéroff a représenté la Grèce dans plusieurs conférences internationales. Auteur d'un grand nombre d'ouvrages, romans, nouvelles, pièces de théâtre aussi bien qu'études historiques ou économiques traduits dans plusieurs langues et pour certains brillamment primés, il a été décoré par le roi Paul Ier de la médaille de grand-croix dans l'ordre du Phénix, et a reçu plusieurs distinctions honorifiques étrangères.
Il meurt à Athènes le 2 janvier 1990 ; le gouvernement de Xenophón Zolótas propose de lui accorder des funérailles nationales, mais sa famille préfère organiser une cérémonie simple et dépouillée. Ses obsèques, deux jours plus tard, se déroulent en présence d'une foule de personnalités politiques de toutes tendances.

## Œuvres en français
- Evanghelos Averoff-Tossizza, Union douanière balkanique : Étude théorique et pratique accompagnée d'une annexe, Paris, Sirey, 1933 (Premier Prix de l'Institut Carnegie au concours international de la 3e conférence balkanique de Bucarest)
- Evanghelos Averoff-Tossizza, Le Feu et la Hache, Grèce, 46-49 : Histoire des guerres de l'après-guerre, Paris, de Breteuil, 1973 (Prix de la langue-française 1974 de l'Académie française).
- Evanghelos Averoff (trad. Yvonne Gauthier, préf. Maurice Druon), Terre des Grecs, Paris, Stock, 1968
- Evanghelos Averoff, Terre de souffrance, Paris, Stock, 1970
- Evanghelos Averoff (trad. Alexandre Velios, préf. Maurice Druon), Véloce, pigeon-flèche, Paris, Stock, 1978